# 锦盘河

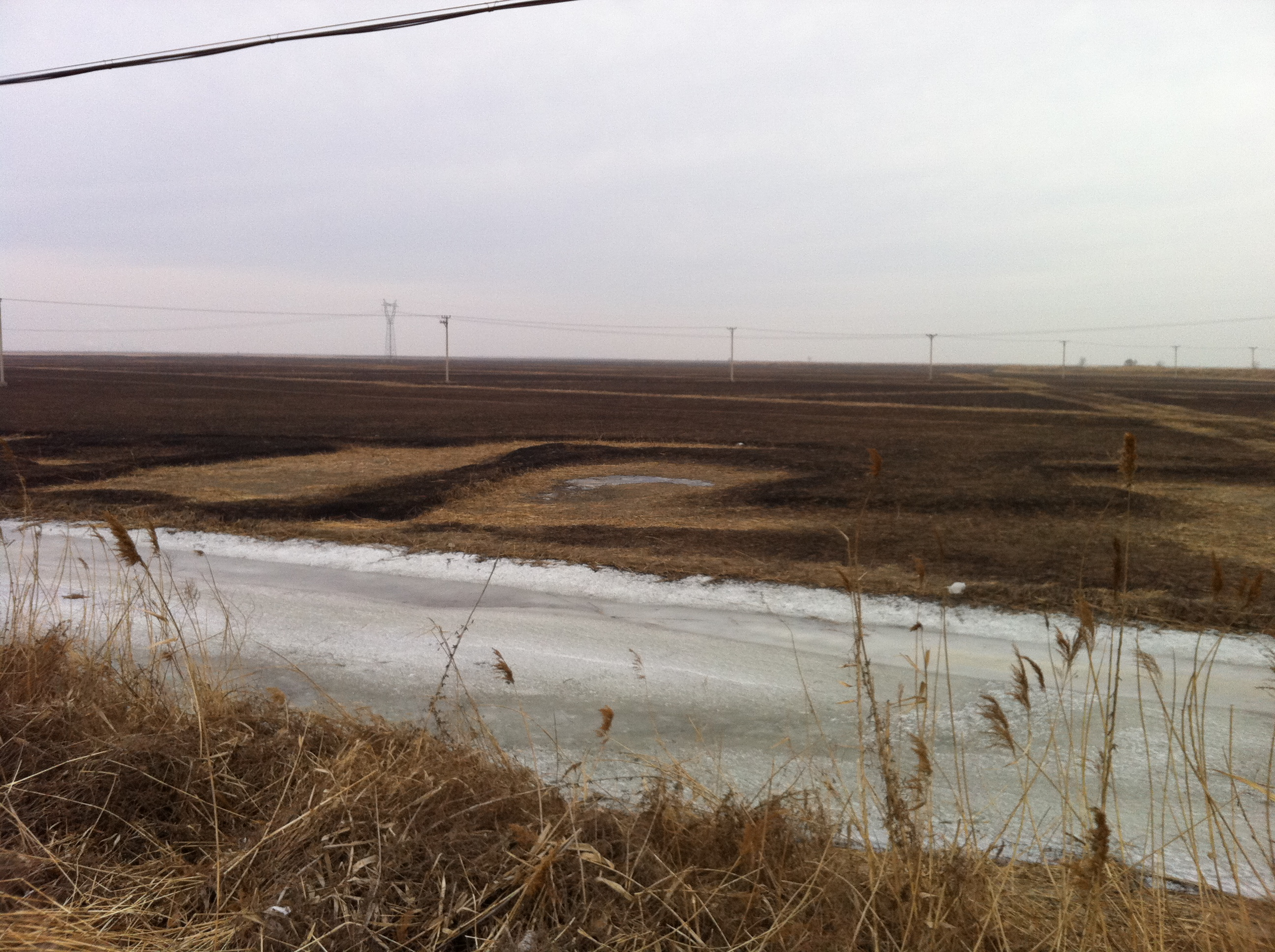
锦盘河河口附近河段。

锦盘河，位于中华人民共和国辽宁省西部的一条河流，是绕阳河右岸支流，发源于凌海市白台子镇高峰村西南医巫闾山西端的鹰窝砬子，南流至关家窝铺村以东转东流，经李家店村、石山镇八里庄村、谢屯乡候屯村、马家湖村，于盘山县羊圈子镇才屯村进入盘山县，过九龙村后成为盘山县与盘锦市兴隆台区之间的界河，于淤河盖汇入绕阳河。河流全长44.9千米，流域面积645.27平方千米，年均径流量0.116亿立方米。锦盘河下游沿岸是亚洲最大的苇场－东郭苇场。